# Daïras de la wilaya d'Alger
La wilaya d'Alger compte 13 daïras, chacune comprenant plusieurs communes, pour un total de 57 communes.

## Daïras de la wilaya d'Alger
Localisation des daïras dans la wilaya d'Alger :
1. Zéralda
2. Chéraga
3. Draria
4. Bir Mourad Raïs
5. Birtouta
6. Bouzareah
7. Bab El Oued
8. Sidi M'Hamed
9. Hussein Dey
10. El Harrach
11. Baraki
12. Dar El Beïda
13. Rouïba

Le tableau suivant donne la liste des daïras de la wilaya d'Alger en précisant, pour chacune d'elles, son nom (qui est toujours le nom de la ville chef-lieu de la daïra), le nombre de communes qui la compose, sa population et la liste des communes la constituant.
| Daïra           | Nombre de communes | Population 2008 | Communes                                                                                   |
| --------------- | ------------------ | --------------- | ------------------------------------------------------------------------------------------ |
| Bab El Oued     | 5                  | +219 962,       | Bab El-Oued, Casbah, Bologhine, Oued Koriche, Raïs Hamidou                                 |
| Baraki          | 3                  | +273 232,       | Baraki, Les Eucalyptus, Sidi Moussa                                                        |
| Bir Mourad Raïs | 5                  | +329 164,       | Bir Mourad Raïs, Birkhadem, Gue de Constantine, Hydra, Saoula                              |
| Birtouta        | 3                  | +066 428,       | Birtouta, Ouled Chebel, Tessala El Merdja                                                  |
| Bouzareah       | 4                  | +186 158,       | Ben Aknoun, Beni Messous, Bouzareah, El-Biar                                               |
| Chéraga         | 5                  | +235 991,       | Aïn Benian, Cheraga, Dely Ibrahim, Ouled Fayet, El Hammamet                                |
| Dar El Beïda    | 7                  | +490 540,       | Aïn Taya, Bab Ezzouar, Bordj El Bahri, Bordj El Kiffan, Dar El Beïda, El Marsa, Mohammadia |
| Draria          | 5                  | +193 875,       | Baba Hassen, Douera, Draria, El Achour, Khraïssia                                          |
| El Harrach      | 4                  | +245 881,       | Bachdjerrah, Bourouba, El Harrach, Oued Smar                                               |
| Hussein Dey     | 4                  | +220 909,       | Belouizdad, El Magharia, Hussein Dey, Kouba                                                |
| Rouïba          | 3                  | +175 001,       | H'raoua, Reghaïa, Rouïba                                                                   |
| Sidi M'Hamed    | 4                  | +206 528,       | Alger-Centre, El Madania, El Mouradia, Sidi M'Hamed                                        |
| Zéralda         | 5                  | +144 475,       | Mahelma, Rahmania, Souidania, Staoueli, Zeralda                                            |